# Али Адил-шах II
Али Адил-шах II (перс. علی عادل شاہ دومم‎;
1638 — 24 ноября 1672) — 8-й султан Биджапура из династии Адил-шахов (4 ноября 1656 — 24 ноября 1672).

## Биография
После смерти своего отца Мухаммеда Адил-шаха 4 ноября 1656 года 18-летний Али Адил-шах унаследовал престол Биджапура при поддержке первого министра Хана Мухаммада и королевы Бади-Сахибы, сестры Кутб-шаха из Голконды.
Его восшествие на султанский престол начало череду бедствий для Биджапурского султаната, и его правление ознаменовало первую фазу упадка некогда могущественного государства.
Могольский император Шах-Джахан (1628—1658), стремясь присоединить Биджапурский султанат к Империи Великих Моголов, нашел предлог в легитимности родителей Али. Шехзаде Аурангзеб сообщил отцу, что Али адил-шах не является сыном покойного султана, что его настоящее происхождение неизвестно и что он был только воспитан в гареме биджапурского султана. По просьбе шехзаде Аурангзеба император Шах-Джахан санкционировал вторжение в Биджапур и предоставил ему полную свободу действий. Эта санкция на такую войну была совершенно неправедной. Биджапур не был вассальным государством Великих Моголов, но являлся независимым и равноправным союзником Империи Великих Моголов, и последний не имел законного права утверждать или оспаривать право наследования в Биджапуре. Могольская армия взяла крепости Бидар и Кальяни, открыв путь на столицу султаната. Новый биджапурский султан Али Адил-шах вступил в переговоры с могольским императором Шах-Джаханом. В переговоры вмешался наследный принц Дара Шукох, старший сын Шах-Джахана, который перешел на сторону Али Адил-шаха. Шах-Джахан приказал Аурангзебу подписать мирный договор с султаном Биджапура, который обязался передать моголам крепости Бидар, Кальяни и Паренду, а также заплатить 10 миллионов рупий контрибуции. Из-за болезни Шах-Джахана Аурангзеб вынужден был вернуться на север для борьбы со своими братьями за престол Великих Моголов.
Со смертью Мухаммеда Адил-шаха и восшествием на престол Али в Карнатаке начались беспорядки. Наяки пытались вернуть свои прежние земли. (Бангалор столица штата Карнатаки была административным центром Биджапура для управления династии Кемпе Гоуда). С другой стороны, Шиваджи увеличил темпы приобретения все большей и большей территории Биджапура и создал независимое государство маратхов, в то время как его дипломатия предотвратила любую коалицию Великих Моголов и Биджапура против него.
При дворе дела обстояли еще хуже. С приходом молодого и слабого правителя началась борьба за власть придворных фракций. Чтобы усугубить зло, Аурангзеб заинтриговал дворян Биджапура и смог добиться поддержки большинства из них.
На протяжении всего своего 16-летнего правления Али Адил-шах отчаянно боролся как с моголами, так и с маратхами. Он трижды отражал нашествия Великих Моголов. Но когда он умер в 1672 году, Биджапур был лишен большинства своих важных территориальных владений. С расширением маратхского государства Шиваджи произошло соответствующее сокращение территории Биджапура.
Царствование Али ознаменовалось развитием персидской и декканской литературы и изобразительного искусства, и под его покровительством было также создано несколько хороших исторических произведений. Он был похоронен во всемирно известный мавзолее Бара Каман в Биджапуре.